# Фонтан львов (Познань)

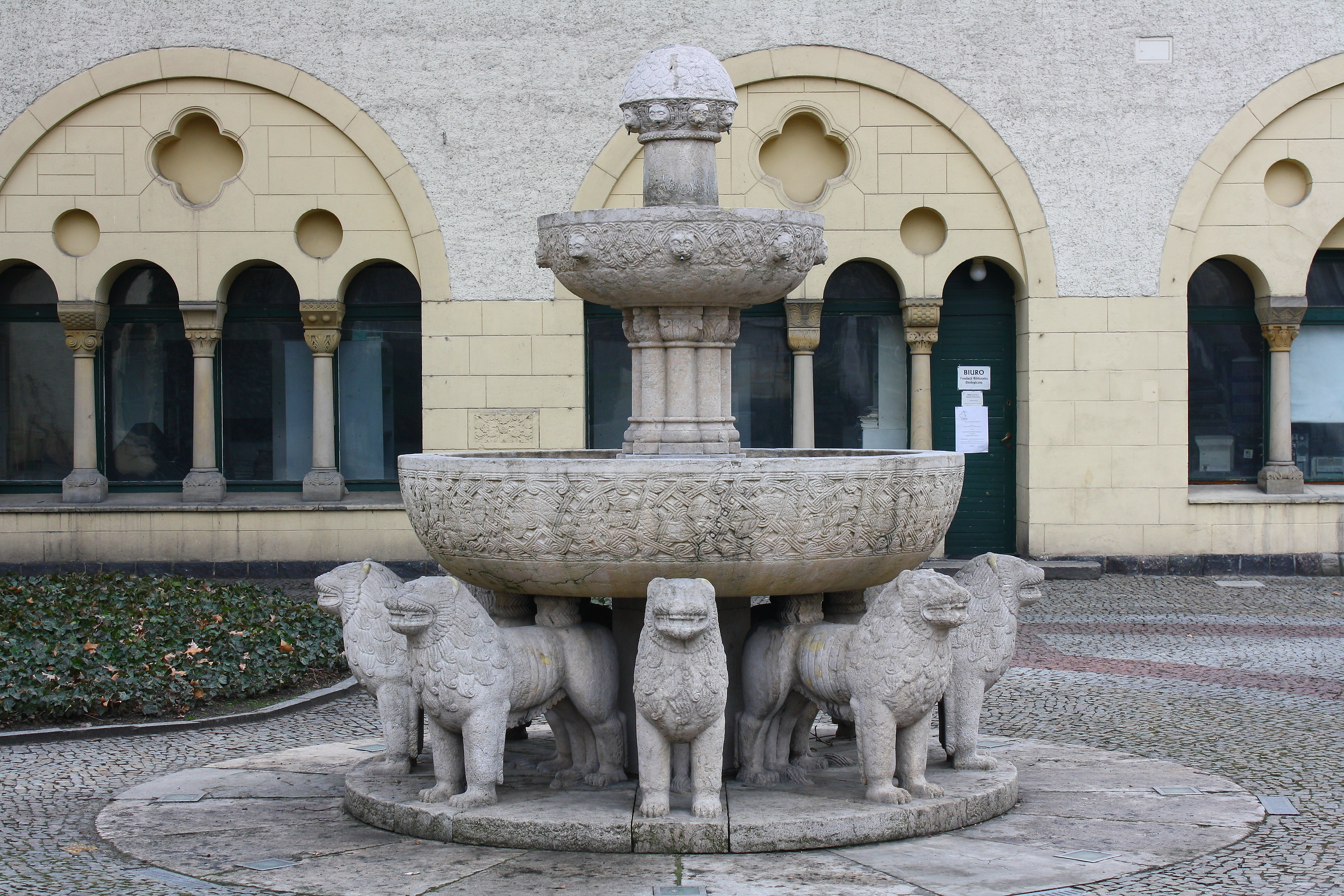
Фонтан львов, Императорский замок, Познань, Польша

Фонтан львов (пол. Fontanna Lwów) — фонтан, находящийся в Познани, Польша на территории розария Императорского замка.

## История
Фонтан был заложен немецким архитектором Францем Швехтеном в 1910 году во время окончания строительства Императорского замка и являлся составной частью Императорского квартала.

## Описание
Фонтан и окружающий его двор в неомавританском стиле копируют аналогичный двор XIII века дворца Альгамбры в испанской Гранаде. Фонтан представляет собою две чаши, нижнюю из которых, держат восемь львов на спине, стоящих по кругу.
В непосредственной близости от фонтана находится скульптурная композиция 5 фигур и Катынский памятник.